# Wahrenberg
Wahrenberg is een plaats en voormalige gemeente in de Duitse deelstaat Saksen-Anhalt en maakt deel uit van de gemeente Aland in de Landkreis Stendal.
Wahrenberg telt 348 inwoners.